# Anulap
Anulap – najwyższy bóg u wyspiarzy z Truk w Karolinach.
Anulap był ojcem wszystkich bogów i ludzi. Od niego wypływało wszelkie dobro i zło. Był pondto panem zjawisk atmosferycznych. Z jego polecenia bogini rodzicielka Nigoubub stworzyła ziemię i ludzi. Uważa się go za patrona żeglarzy i budowniczych łodzi.  
Jego żoną była Ligoububfanu (w innych przekazach był jej ojcem), bogini, stworzycielka wyspy oraz ludzi, zwierząt i roślin. Miał siostrę Nisarere - patronkę sztuki tkania i brata Semenkoror - boga madrości. Występował pod imionami Enulap i Onulap 